# Tempietto di Bramante

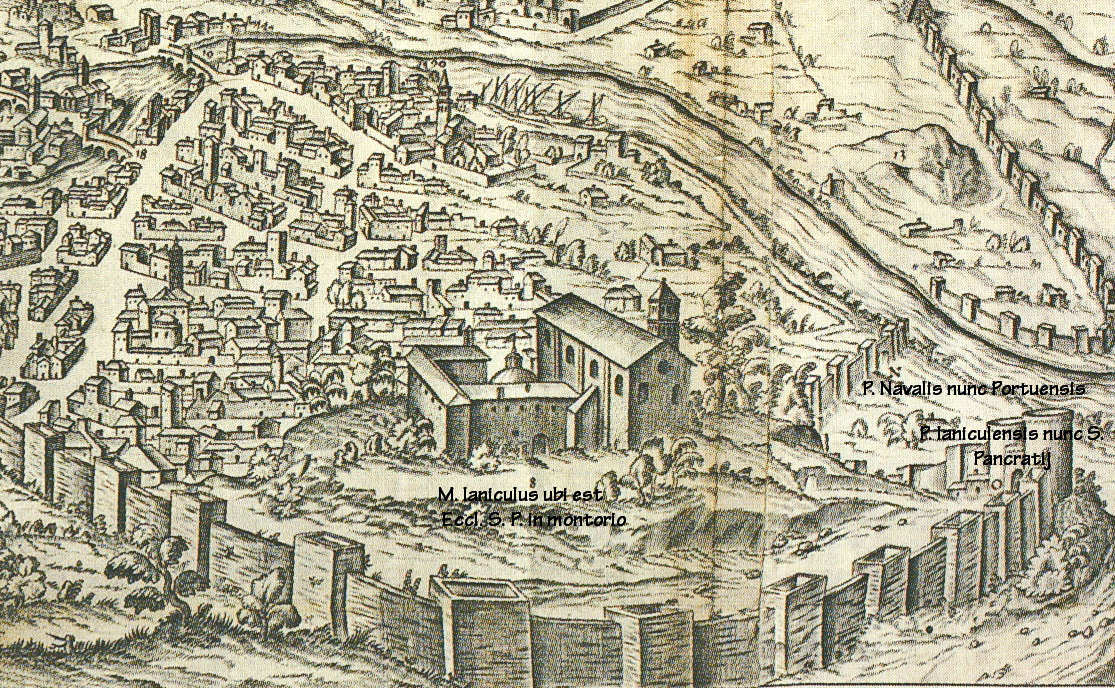
Gianicolo und San Pietro in Montorio; Stich von Hugues Pinard 1555

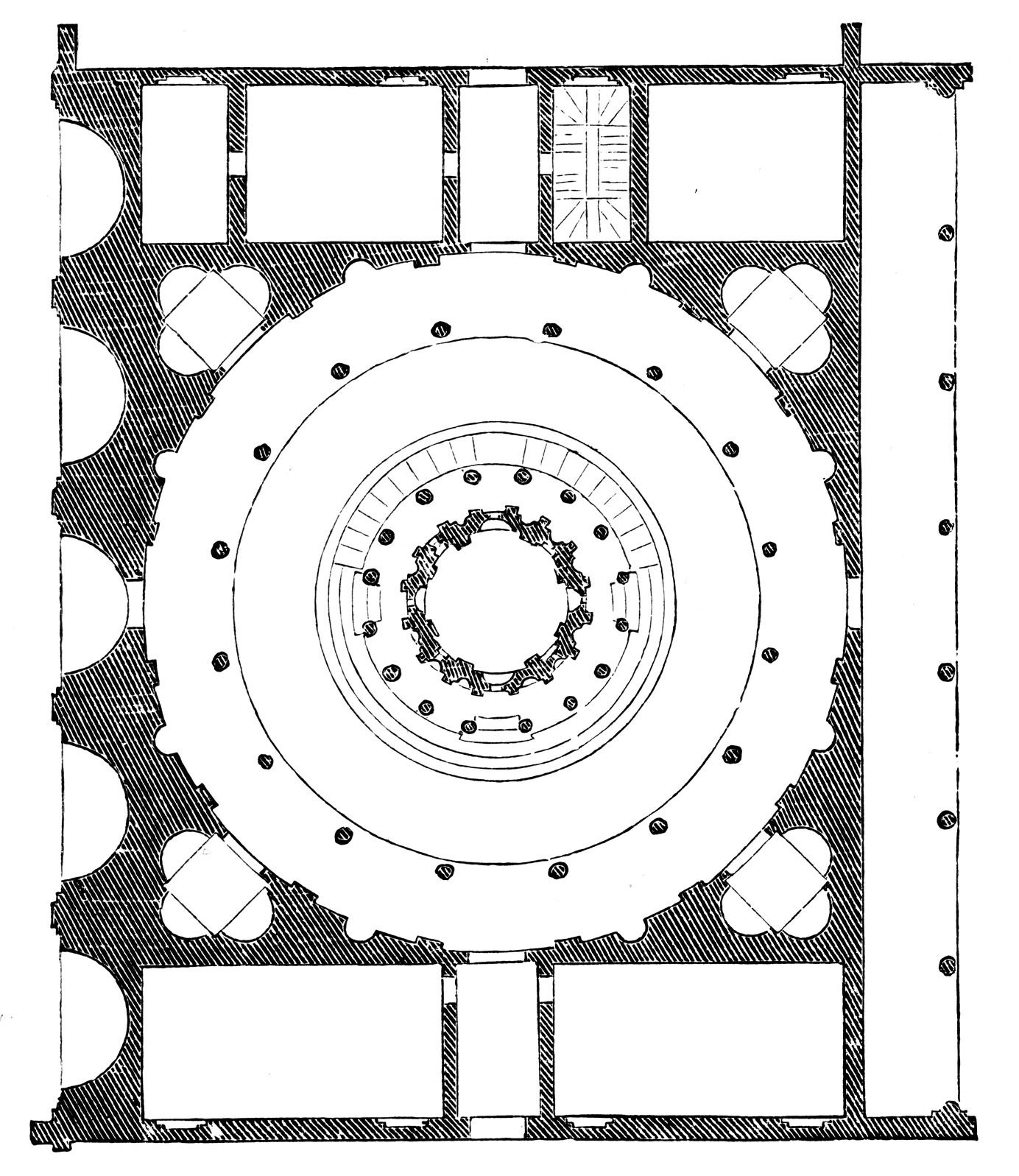
Ursprünglich geplanter Grundriss der Anlage nach Serlio

Der Tempietto di Bramante (wörtlich Tempelchen Bramantes) ist ein kleiner Rundtempel in einem Hof des ehemaligen Klosters von San Pietro in Montorio in Rom. Er wurde über der vermeintlichen Kreuzigungsstelle des Apostels Petrus von dem italienischen Renaissance-Baumeister Donato Bramante errichtet, nach dem er auch benannt ist. Die Bedeutung dieses Kirchenbaus liegt in der Zusammenführung eines antiken Peripteros-Tempels mit neuen römischen Architekturelementen in harmonischen und eleganten Proportionen. Der Tempietto gilt als Schlüsselwerk der Architektur der Hochrenaissance, wie auch als Initialbau für den Typ der zentralen Grabeskirche.

## Lage
Im XIII. römischen Stadtteil Trastevere, an der gleichnamigen Piazza di San Pietro in Montorio auf dem Gianicolohügel, etwa 400 Meter östlich der Fontana dell’Acqua Paola liegt die Kirche San Pietro in Montorio mit dem ehemaligen Franziskaner-Kloster. Der Tempietto befindet sich neben der Kirche, im ersten Hof des Klostergebäudes, das heute die Spanische Akademie in Rom beherbergt.

## Baugeschichte
Die Katholischen Könige des Herrscherhauses Spaniens, Ferdinand II. von Aragón und Isabella von Kastilien ließen von 1480 bis ca. 1500 die Kirche und das angrenzende Kloster San Pietro in Montorio an dem seit dem Mittelalter von Pilgern verehrten Ort der Kreuzigung des hl. Petrus errichten. Gemäß einer Inschrift (Abb.) – heute in der Krypta des Tempietto angebracht – hat der spanische Papst Alexander VI. im Heiligen Jahr 1500 die Kirche geweiht.
Die unmittelbar verehrungswürdige Aufpflanzungsstelle des Kreuzes blieb bis auf eine kleine Mediationsklause unter einem Erdhügel unbebaut, die der Abt und Initiator des Amedeiten-Klosters in San Pietro in Montorio, Amedeo Menez de Silva, einrichten ließ.
Kardinal Bernardino de Carvajal, der spanische Gesandte am päpstlichen Hof, der bereits verantwortlich für die Fertigstellung der Kirche und des Klosters gewesen war, beauftragte im Namen der Katholischen Könige den Architekten Donato Bramante, einen Memorialbau an der besagten Stelle zu errichten. Bramante war ca. 1499 aus Mailand nach Rom gekommen und mittlerweile als sottoarchitetto für Papst Alexander VI. tätig. Er entwarf und errichtete das Bauwerk zwischen 1500 und 1508. In der Forschung wird von einer Bauperiode in der Zeit ab 1502 bis 1505 oder später ausgegangen. Die Inschrift (Abb.) auf der 1628 entdeckten Gedenktafel, die sich heute am Altar in der Krypta befindet, gibt das Jahr 1502 für die Stiftung an. Diese Inschrift ist bislang die einzige, verhältnismäßig sichere Quelle zur Datierung des Tempietto.
Die Planung eines Martyrion, eines von Kolonnaden umgebenen, runden Hofes, in dessen Mitte Bramante einen Rundtempel als Kapelle vorgesehen hatte, kam nicht zur Ausführung und ist nur in einem Grundriss von Sebastiano Serlio überliefert. Errichtet wurde lediglich der als Tempietto in die Architekturgeschichte eingegangene Zentralbau. Warum die ursprüngliche Planung in der Nachfolge nicht umgesetzt wurde, ist nicht bekannt. Möglicherweise hängt dies mit der Verpflichtung Bramantes als Baumeister am Petersdom kurze Zeit später zusammen.

## Bramantes Tempietto

### Struktur
Der im Durchmesser von 5,80 m (Cella) bescheiden anmutende, gleichwohl monumentale Bau ist einem Tholos-Tempel nachempfunden und der erste Peripteralbau der Architekturgeschichte seit der Antike. Vitruv und Leon Battista Alberti beschrieben in ihren Architekturtraktaten die Architektur eines Peripteros bzw. dessen ideale Proportionen. Unter den Entwürfen von Francesco di Giorgio Martini, den Bramante von der Dombauhütte in Mailand kannte, finden sich Rundtempel mit vergleichbarem Tambour. Bei Giuliano da Sangallo finden sich Vorbilder für Balustraden, die dieser als architektonisches Element in die Architektur einführte.
Bramante griff die in Rom in dieser Zeit bewunderte Welt der griechischen Antike und die zu dieser Zeit aktuellen und beschriebenen Ideen der Architektur auf und schuf daraus ein in seinen Proportionen vollendetes, ganz neues, einmaliges Memorialbauwerk der christlichen Welt. Die Verwendung der Kreisform als Symbol für Vollkommenheit, für die Welt als Ganzes und das kosmische Universum bildet als Element der räumlichen Geometrie das Sinnbild für den Apostelfürsten und ersten Papst und seine Kirche.

### Äußeres
Der im Wesentlichen aus Travertin bestehende Tempel ist kreisrund angelegt, drei Stufen führen auf den Stylobat, den säulentragenden Absatz. Der Säulenring besteht aus 16 grauen Granitsäulen nach dorischer Ordnung, die in geringem Abstand die Cella umschließen. Das dorische Gebälk trägt einen Triglyphenfries mit 48 Metopen, die 13 unterschiedliche, in unregelmäßiger Anzahl und Folge wiederholte Symbole aus der Eucharistie zeigen, wie zum Beispiel Kandelaber, Pyxis, Kelch und Patene (Abb.). Die dorische Ordnung setzt sich in der Cella-Außenwand fort und wird in Pilastern wiederholt, ebenso in der Kassettendecke des Umgangs, der mit Rosetten geschmückt ist.
Die darüber eingefügte Balustrade grenzt das zweite Geschoss in Form eines lichtspendenden Tambours ab, der in einer halbkreisförmigen Kuppel seinen Abschluss findet. Die Außenseite des Geschosses ist abwechselnd mit rechteckigen und muschelüberwölbten Nischen verziert, vier Fenster durchbrechen die Reihenfolge.

### Die Kapelle (Cella)
Im runden, weiß gestalteten Innenraum bilden die dorischen Pilaster mit den Maueröffnungen einen rhythmischen Wechsel. In den Nischen über den schmucklosen Fenstern finden sich Skulpturen der vier Evangelisten aus der Barockzeit. Nach Südwesten (250°) ist der marmorne Altar mit der Sitzfigur des Apostels Petrus (Abb.), im Relief ist sein Martyrium dargestellt und die heraldischen Zeichen des spanischen Königshauses. Die Figur des hl. Petrus und der Altartisch stammen aus dem 16. Jahrhundert; ob dieser Altar auf Bramante zurückgeht ist umstritten. Der hoch gezogene Tambour weist eine strenge und schlichte Ordnung auf und wird von der halbrunden, mit einem Sternenhimmel gezierten Kuppel vollendet, die auf das 19. Jahrhundert zurückgeht. Der Fußboden ist mit Marmorintarsien nach dem Vorbild der mittelalterlichen Kosmatenarbeiten geschmückt.

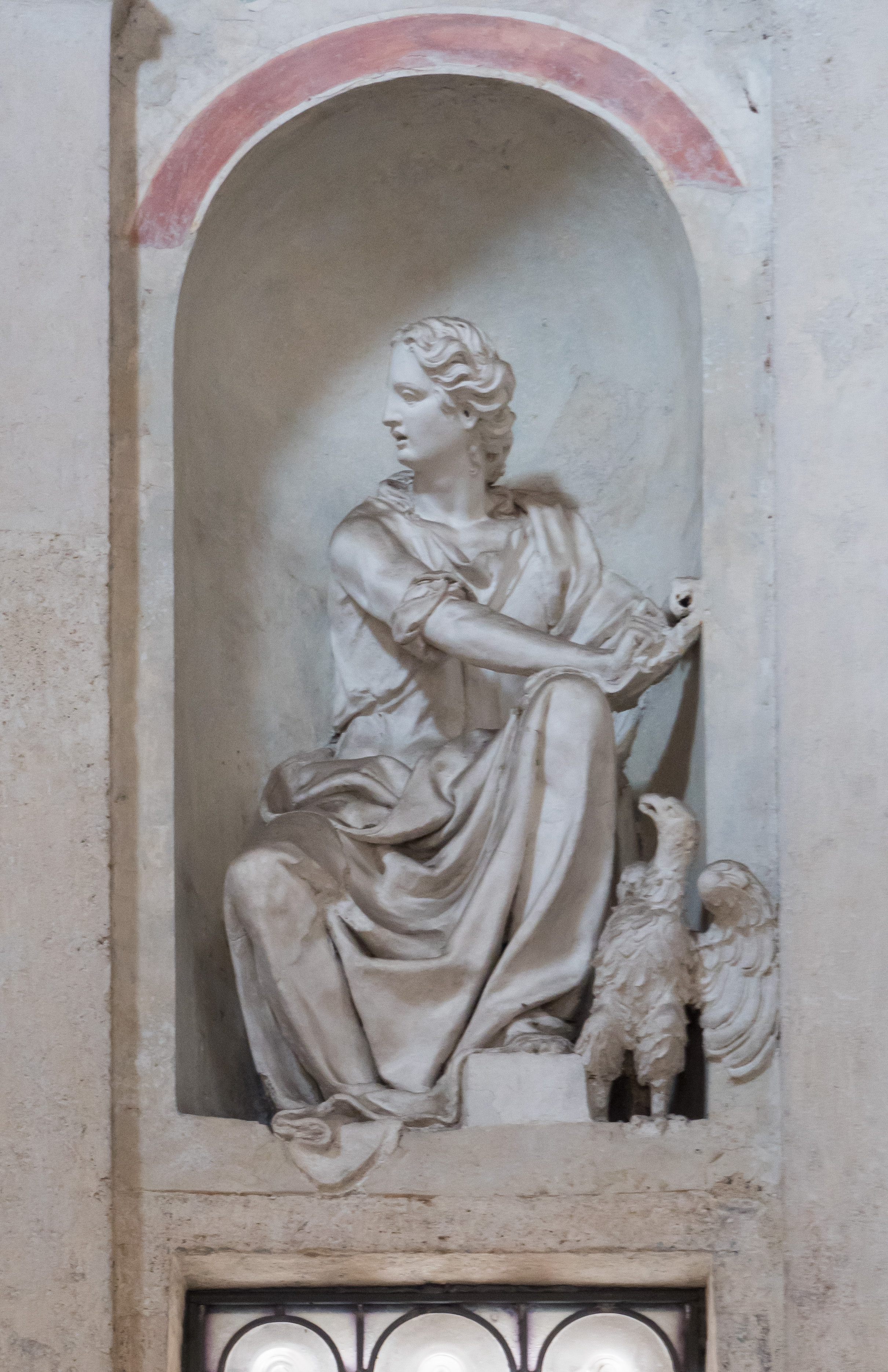
Johannes-Statue
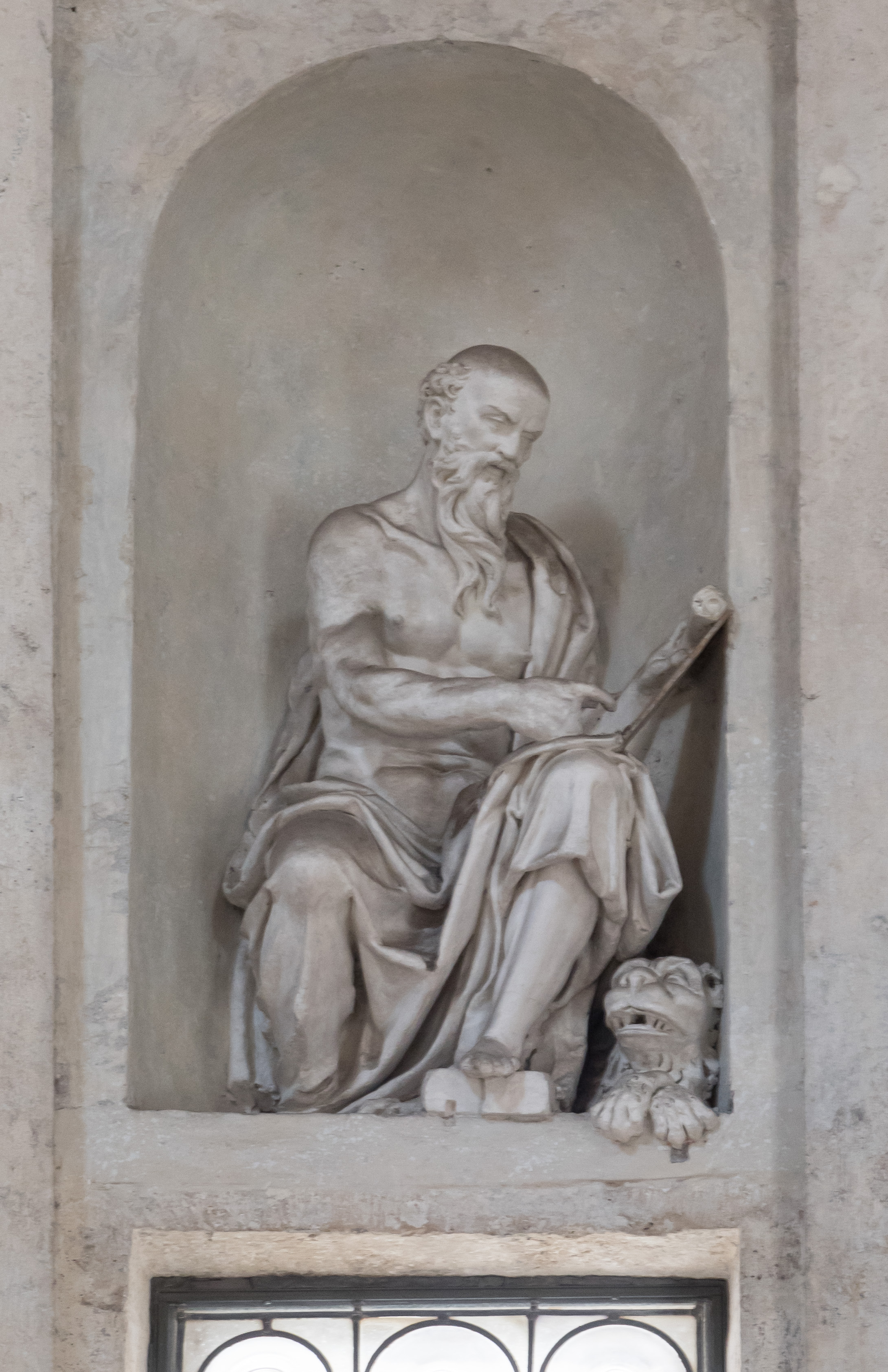
Markus-Statue
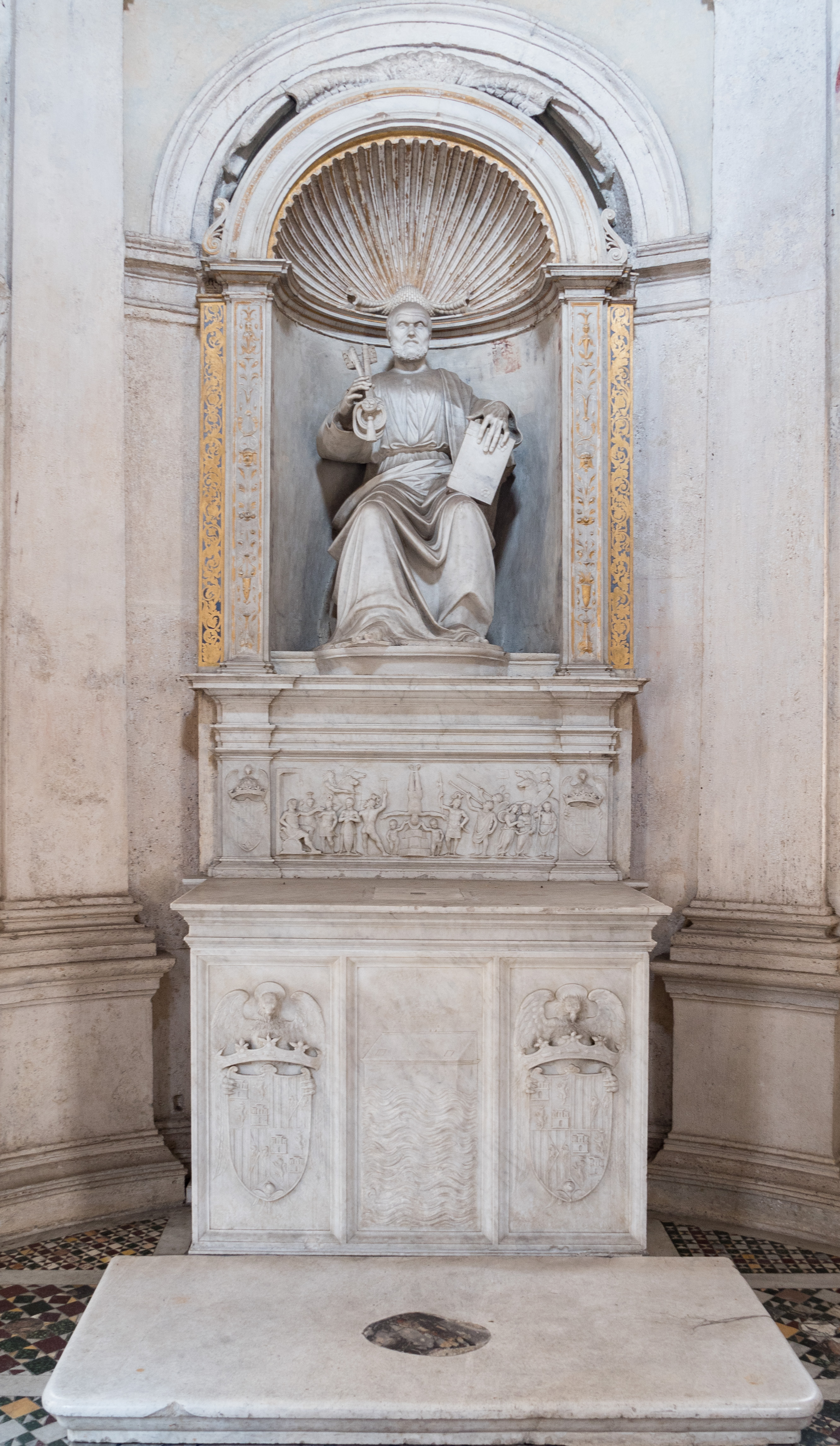
Altar mit Petrus-Statue
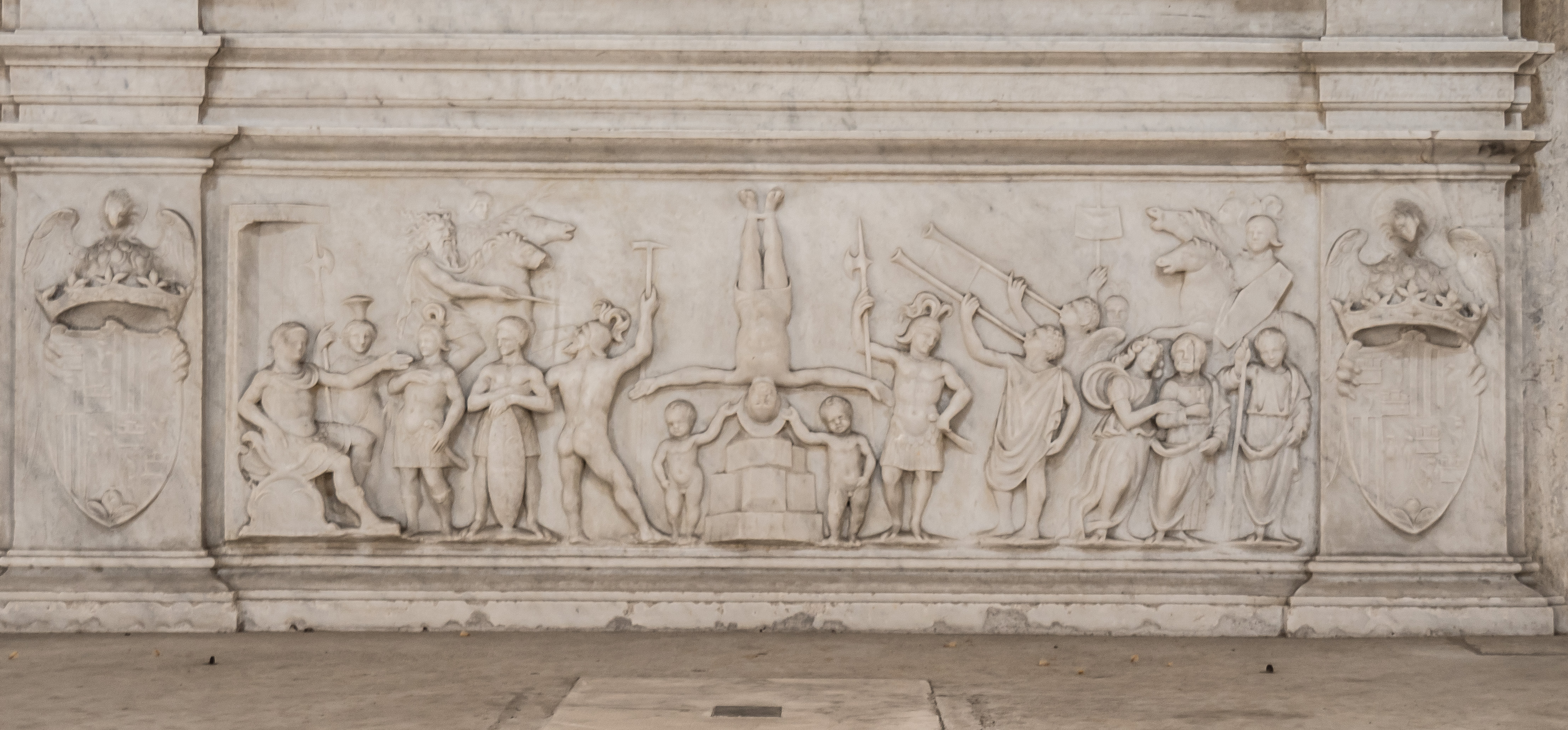
Flachrelief am Altar
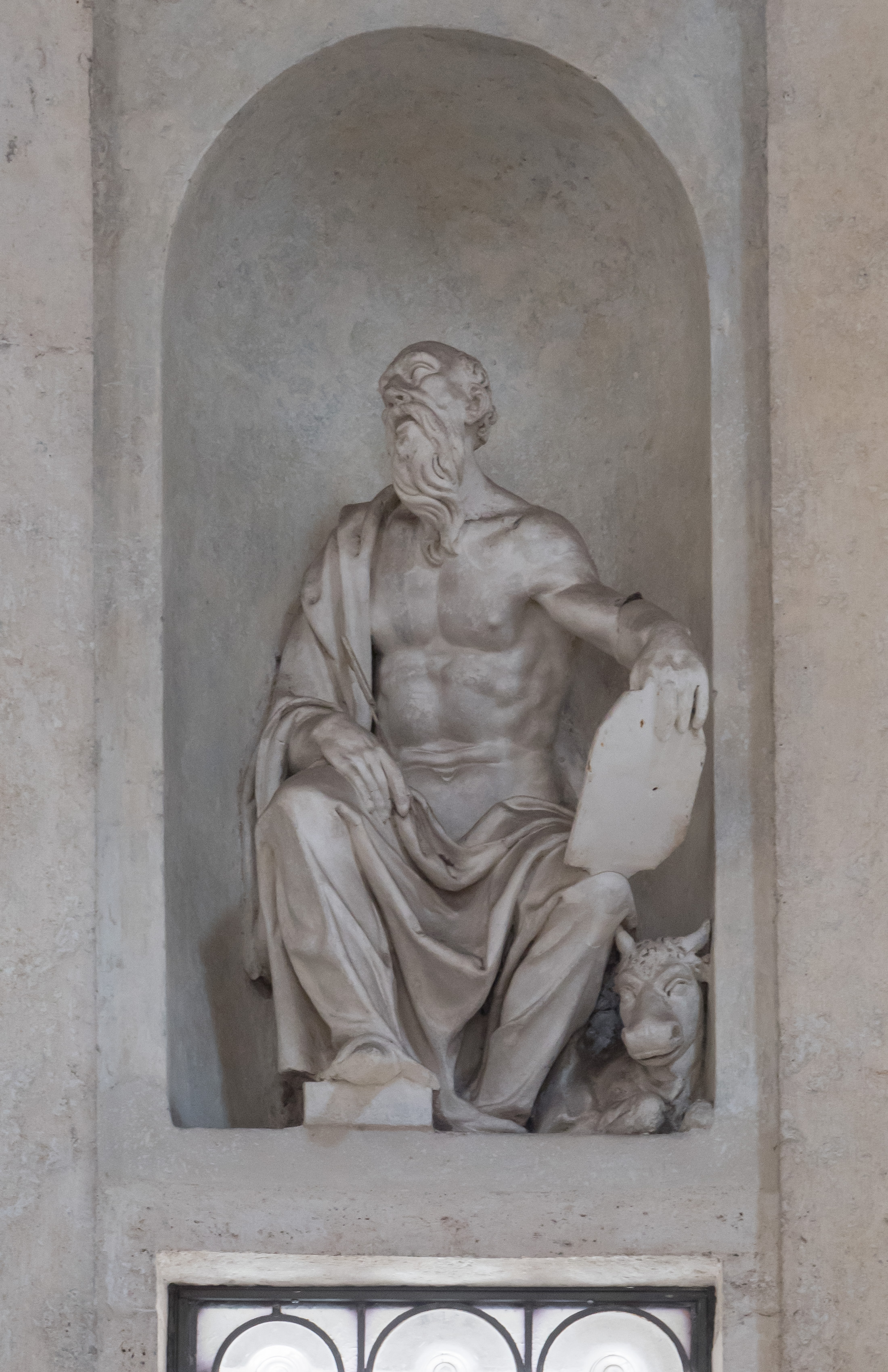
Lukas-Statue
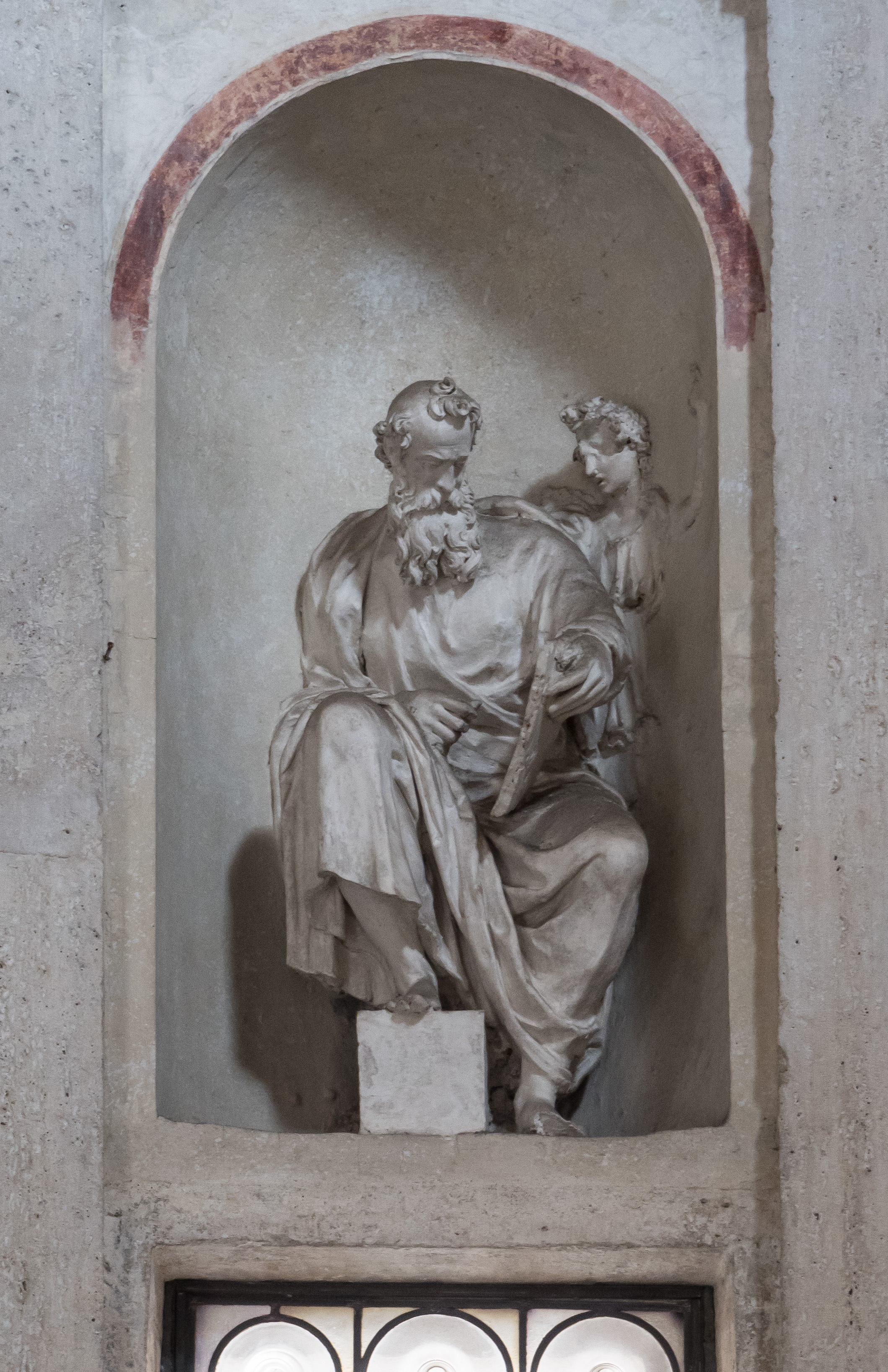
Matthäus-Statue

### Die Krypta

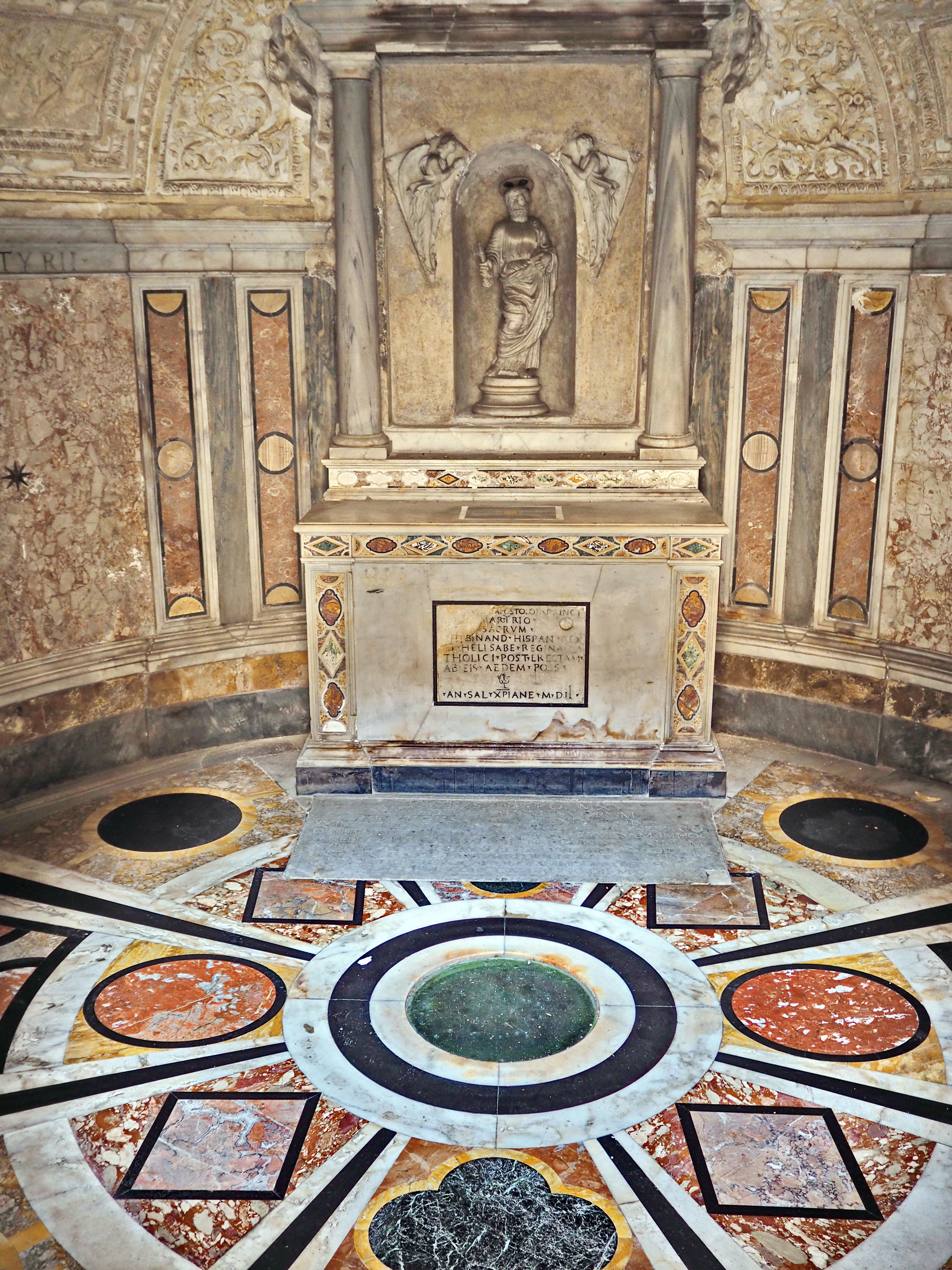
Krypta; Altar mit Petrusstatue

Eine 1628 angelegte Doppeltreppe führt an der Rückseite des Gebäudes in die Krypta. Im gewölbten, reich stuckierten Innenraum befindet sich ein Altartisch und ein Retabelaufsatz mit der Statue des Apostels Petrus. An der Vorderseite des Altars ist die Inschriftenplatte aus dem Jahr 1502 zum Entstehungsjahr des Tempietto zu sehen. Links vom Eingang ist die Inschriftenplatte Alexander VI. (Abb.) von 1500 angebracht und im Lichtschacht eine Inschrift Papst Paul III. (Abb.) aus dem Jahr 1536 betreffend einen Ablass.
Im Marmorboden sowie in der Gewölbedecke ist eine kreisrunde Öffnung erkennbar, die die Aufpflanzungsstelle des Kreuzes Petri darstellen soll.

### Bauliche Veränderungen
Sowohl die Klosteranlage als auch der Tempietto erfuhren im Lauf der Zeit immer wieder Veränderungen. Bereits 1523 wurde der Konvent durch finanzielle Zuwendungen Kaiser Karl V. erweitert. Ein Plan aus dem Jahr 1551 von Leonardo Bufalini zeigt neben der Kirche einen quadratischen Hof mit dem Tempietto im Zentrum, an zwei Seiten umgeben von Klostergebäuden. Bereits im Folgejahr 1552 ist auf einer Darstellung des Pirro Ligorio ein zweiter Hof, der Kreuzgang im Kloster zu sehen. 1604 stellte der spanische König Philipp III. (Spanien) 3.000 Dukaten für die Restaurierung der Kirche, des Klosters und der Zugangswege zur Verfügung. Die Arbeiten umfassten auch eine Anhebung der Kuppel und den Aufsatz der barocken, heutigen Laterne sowie die Anbringung seines Wappens am Fries des Tambour. 1628 widmet sein Sohn, König Philipp IV. (Spanien) weitere 6.000 Dukaten der Anlage. Es entstand der in den Stufenkranz eingeschnittene, zweiläufige Zugang zur Krypta sowie deren Neugestaltung. Der bisherige Zugang unmittelbar hinter dem Altar, außerhalb der Cella, wurde entfernt.
1798, zur Zeit der Römischen Republik wurde die Anlage nationalisiert. Die Kirche und das Kloster erlitten stärkere Beschädigungen, der Tempietto blieb unversehrt, wurde aber aller Metallteile beraubt, einschließlich der bleiernen Abdeckung der Kuppel. Sie erhielt stattdessen 1804–1805 ein Ziegeldach. Zwanzig Jahre später (1825–1826) restaurierte Giuseppe Valadier den Klosterkomplex und den Hof. Die Pflasterung des Hofes wurde ersetzt; der Eingangsportikus neu gestaltet und die Ziegeldeckung der Kuppel durch eine Bleiverkleidung ersetzt. 1876 restituierte das Königreich Italien die Klosteranlage mit dem Tempietto dem Königreich Spanien. Der Hof erhielt 1879 bis 1880 sein heutiges Aussehen, wobei das Konventgebäude aufgestockt wurde. 1881 erklärte der spanischen König Alfons XII. die Anlage zum Sitz der Reale Accademia di Spagna in Rom, in deren Besitz sie sich bis heute befindet.
Entsprechend den Besitzverhältnissen restaurierte der spanische Staat den Tempietto zum Heiligen Jahr 2000 und König Juan Carlos I. weihte ihn im Mai 1999 ein. Insbesondere wurde der bis dahin ockerfarbene Anstrich entfernt. Der Kreuzgang, der Hof mit dem Tempietto und dieser selbst sind öffentlich zugänglich.

### Antike Vorbilder

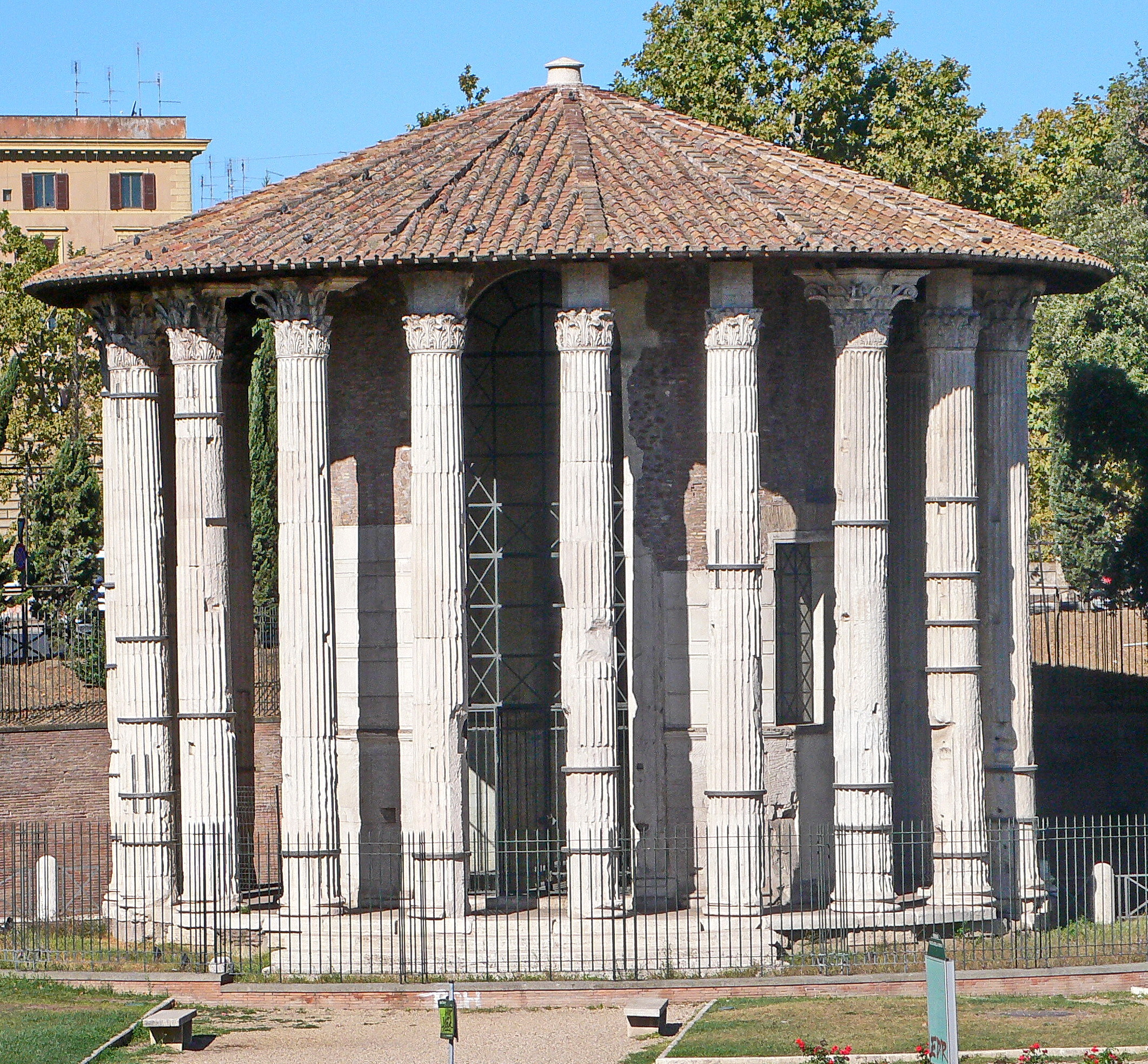
Tempel des Hercules Victor

Der Konstruktion des Tempietto legte Bramante den Idealtypus des antiken Rundtempels zugrunde. Zahlreiche Beispiele hatten als Vorbild gedient:
- Vestatempel auf dem Forum Romanum in Rom
- Tempel der Vesta auf dem Palatin in Rom
- Vestatempel in Tivoli im Latium
- Tempel des Hercules Victor auf dem Forum Boarium in Rom

bis hin zur
- Tholos von Delphi in Griechenland, die bereits bei Vitruv erwähnt wird.

## Bautechnische Erforschung
1995 hat der Lehrstuhl für Baugeschichte der Technischen Universität München im Rahmen eines Forschungsprojektes in Zusammenarbeit mit Christoph Luitpold Frommel, einer der führenden Forscher der römischen Renaissance, neu vermessen und bautechnisch untersucht.

## Würdigungen und Nachwirkungen

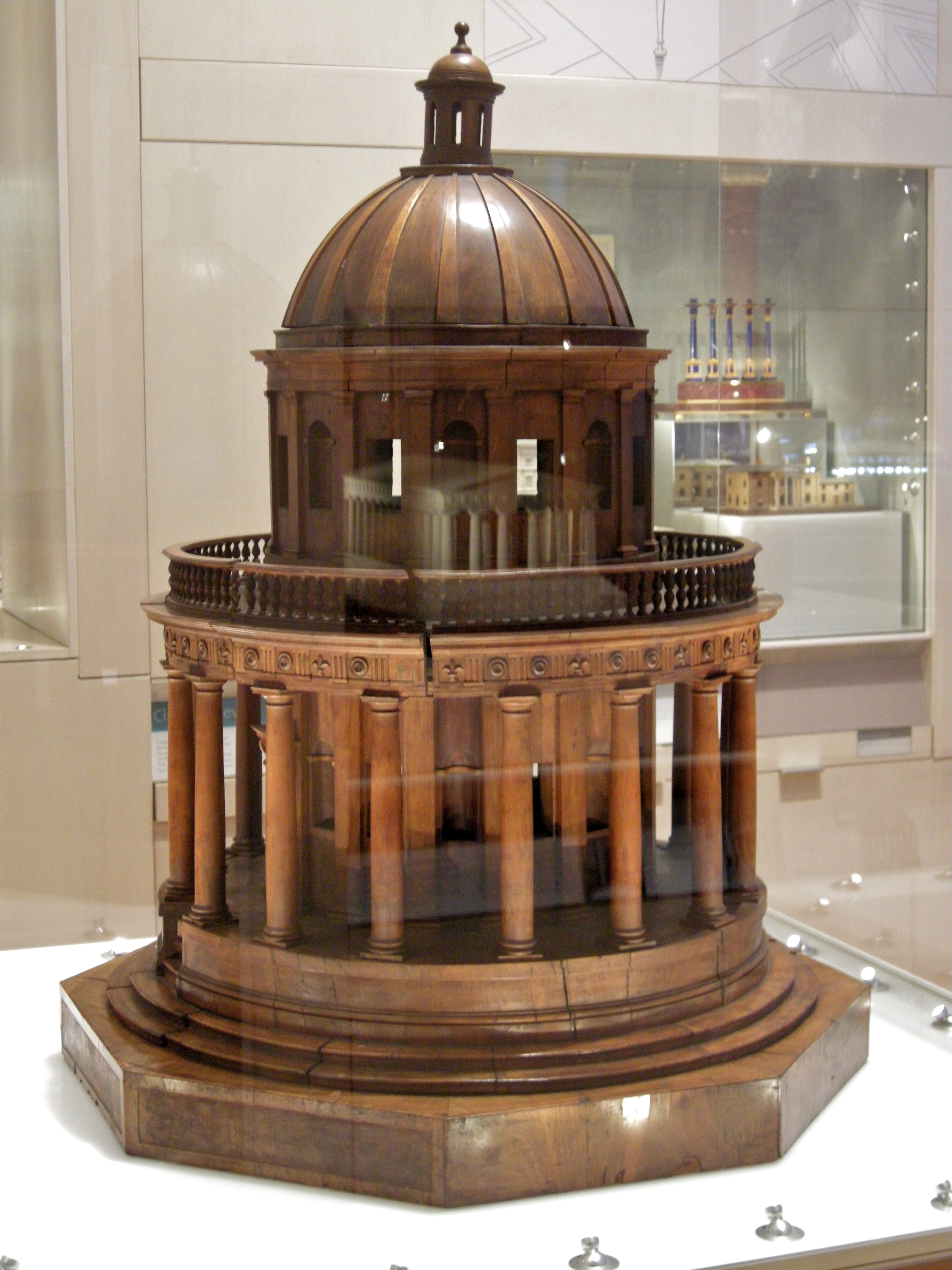
Modell des Tempietto, 19. Jhd., Victoria and Albert Museum, London

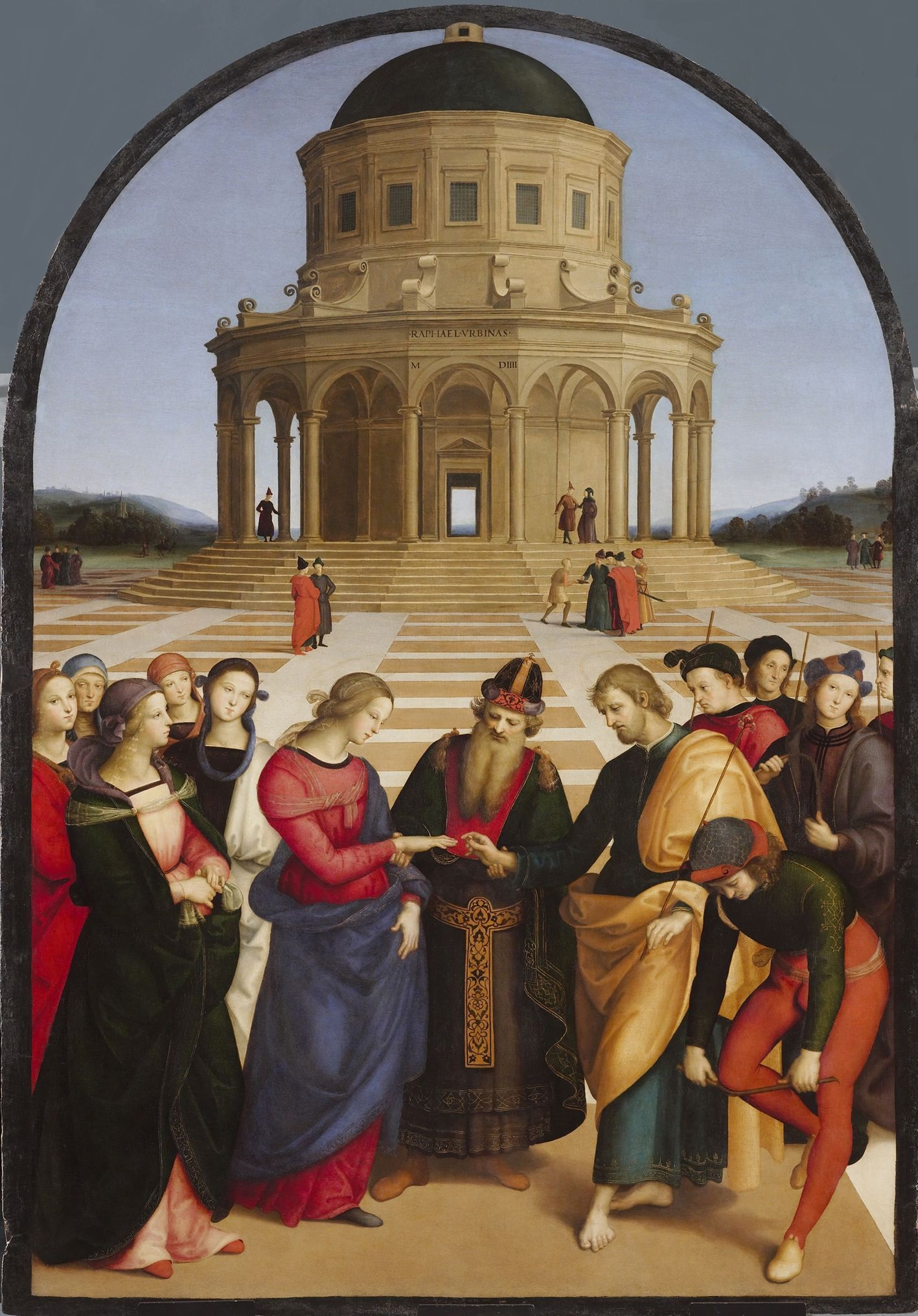
Raffael Die Vermählung Mariens

Zahlreiche Darstellungen in Skizzenbüchern und Architekturtraktaten belegen bereits zu Beginn des 16. Jhd. den nachhaltigen Ruhm des Bauwerks: Giorgio Vasari preist in der Lebensbeschreibung Bramantes den Tempietto als den anmutigsten Bau. Der Architekturtheoretiker Sebastiano Serlio beschreibt in seinem 3. Buch ausführlich das Bauwerk. Andrea Palladio hat im 4. Band seiner I quattro libri dell’architettura, die außer einigen antiken Werken nur seine eigenen enthält, den Tempietto als einziges Bauwerk nach der Antike gewürdigt.
Auch in einer Vielzahl von Gemälden findet sich der Sakralbau wieder: Raffael, der laut Vasari über die Vermittlung Bramantes nach Rom gekommen war und 1514 Bramantes Nachfolger als Baumeister am Neubau des Petersdoms in Rom wurde, hat auf einigen seiner Arbeiten den Tempietto als architektonischen Hintergrund verwendet: Beispielsweise auf dem Tafelbild Die Vermählung Mariens (1504 – Pinacoteca di Brera, Mailand) und auf dem Karton für den Wandteppich in der Sixtinischen Kapelle Paulus predigt in Athen (1515–1516 – Victoria and Albert Museum, London), ebenso auf dem Stich von Francesco Salviati, einem Schüler Raffaels, Alexander vor dem Hohen Priester des Ammon (1530–1536 – Los Angeles Museum of Art).
Der Intarsiator Fra Giovanni da Verona bildete 1506–1510 den Tempietto in einer Holzschnitz-Einlegearbeit ab, die heute in die Wandverkleidung der neuen Sakristei der Kirche Sant’Anna dei Lombardi in Neapel eingelassen ist (Abb.).
Jacopo Tintoretto verwendete in dem Gemälde Rettung des Leichnams des hl. Markus vom Scheiterhaufen (vor 1566 – Musées Royaux des Beaux-Arts de Belgique, Brüssel) die Darstellung des Tempietto nach Serlios 3. Buch über die Antichitá di Roma, deutlich erkennbar an den architektonischen Abweichungen.
Ein Bau des brennenden Trojas im Hintergrund des Bildes Flucht des Aeneas aus dem brennenden Troja (Zweite Fassung: 1589 – Villa Borghese, Rom) von Federigo Barocci ist als der Tempietto Bramantes gedeutet worden. Auch hier sind die Ähnlichkeiten zu den Darstellungen Serlios signifikant. Im ausgehenden 16. Jahrhundert entstand in Rom die Gattung des „Tempietto-Katafalks“, eines Trauergerüsts in Form eines überkuppelten Zentralbaus, der anlässlich der feierlichen Exequien eines hochrangigen Verstorbenen die symbolische Totenbahre überfängt und so die Bedeutung des Verstorbenen letztmals symbolisiert.
Nach dem Tode des Kardinals Alessandro Farnese 1589 beauftragte dessen Neffe Odoardo Farnese den jungen Architekten Girolamo Rainaldi, einen Schüler des Domenico Fontana, in der Vierung der Jesuitenkirche Il Gesù einen Katafalk nach dem Tempietto-Typ zu errichten. Einen weiteren Katafalk dieser Art errichteten Domenico Fontana und Giovanni Guerra 1591 in der Kirche Santa Maria Maggiore für Papst Sixtus V. 1630 erhielt der Bruder von Papst Urban VIII., Fürst Carlo Barberini, einen runden Katafalk in der Basilika Santa Maria in Aracoeli, entworfen von Gian Lorenzo Bernini.
Im 18. und 19. Jahrhundert fanden antikisierende Rundbauten nach Vorbild des Tempietto Eingang in die Landschaftsgärten: Der Bau diente als Vorbild für das von Nicholas Hawksmoor errichtete Mausoleum der Familie Howard im Park des Castle Howard in North Yorkshire/England. Im Bergpark Wilhelmshöhe in Kassel ist der Jussow-Tempel dem Tempietto nachempfunden. Im Frankfurter Hauptfriedhof ließ der Industrielle Friedrich Ludwig von Gans 1909 ein Mausoleum dieses Typs erbauen. Der Entwurf stammte von dem Architekten Friedrich Christoph Hausmann.
2001 erstellte der Kölner Architekturmodellbauer Bernd Grimm im Auftrag des Architekten Oswald Mathias Ungers eine Miniatur des Gebäudes aus Alabastergips im Maßstab 1:15. Das Modell wird im Ungers Archiv für Architekturwissenschaft aufbewahrt, und gehört zur Architekturikonen-Sammlung des Architekten.